# Edifício Rio Branco 1
O Edifício Rio Branco 1 (RB1), também conhecido como Centro Empresarial Internacional Rio, é um edifício situado no bairro do Centro, na Zona Central da cidade do Rio de Janeiro. Localiza-se em uma das extremidades da Avenida Rio Branco, em frente à Praça Mauá. O RB1 é um moderno e sofisticado centro empresarial que abriga escritórios de diversas empresas. É um referencial arquitetônico de economia e de espaço.